# 27-и AVN награди
27-ата церемония по връчване на AVN наградите е събитие, на което списание „AVN“ представя своите годишни AVN награди в чест на най-добрите порнографски филми, изпълнители и продукти за възрастни за предходната година в САЩ.
Церемонията по връчване на наградите се състои на 9 януари 2010 г. в Парадайс – предградие на Лас Вегас, САЩ, като за първи път се провежда в казино хотелът „Палмс“ в Перлената зала за концерти и театри. На нея медийната група „AVN“ представя носителите на награди в рекордния брой от 125 категории относно филмови и други продукти, пуснати в периода между 1 октомври 2008 г. и 30 септември 2009 г. Церемонията е излъчена по американската телевизионна мрежа „Showtime“, като продължителността ѝ е 1 час и 49 минути.
Пост-апокалиптичния блокбъстър „Осмият ден“ печели множество награди, в това число за най-добър игрален филм, най-добра видеография и кинематография, най-добър грим, най-добра онлайн маркетингова кампания, най-добра иновация в опаковката, най-добри DVD екстри, най-добра секс сцена с тройка само момичета. Другият високобюджетен пост-апокалиптичен филм от изминалата година – „2040“ на „Уикед Пикчърс“, печели няколко награди – най-добри DVD менюта, най-добра художествена режисура, най-добра групова секс сцена.
В дебютната категория за най-добра секс пародия наградата е присъдена на два филма – порнографските пародии на „Досиетата Х“ и „Шоуто на Косби.“
При изпълнителите с най-много награди е отличена Тори Блек, която става изпълнителка на годината, както и печели наградите за най-добра секс сцена с двойка момичета, най-добра секс сцена с тройка с две момичета и едно момче, най-добра секс сцена с тройка само момичета, най-добро закачливо изпълнение.
Кимбърли Кейн е определена за най-добра актриса за изиграването на ролята си в пародията на „Досиетата Х“, а Ерик Суайс печели категорията за най-добър актьор с изпълнението си в пародията на „Женени с деца“. Сред носителите на престижни индивидуални награди са и Кагни Лин Картър, която получава приза за най-добра нова звезда, Саша Грей – за кросоувър звезда на годината, Съни Леоне – за уеб звезда на годината, унгарката Алета Оушън – определена за чуждестранна изпълнителка на годината, а Мануел Ферара е обявен за мъж изпълнител на годината.

## Водещи, домакини и специални гости на церемонията
Водещи на шоуто по връчване на наградите са порнографските актриси Кърстен Прайс и Кейдън Крос, както и комедийният актьор Дейв Ейтъл.
Домакини на „червения килим“ преди шоуто са Джесика Дрейк, Джеси Джейн и Дейв Наваро. Трофейни момичета са Алексис Форд, Джейни Съмърс и Сара Вандела. Интервютата „зад сцената“ по време на шоуто прави Маккензи Лий.
Музикални гости на церемонията са рапърът Baby Bash и Диджей Шай.
Сред презентаторите на наградите, освен редица порноактьори, са и Мис САЩ за 1991 г. Кели Маккарти; актрисата и носителка на титлата „Плейбой Плеймейт“ Шона Сенд, както и актрисата, писател и певица Маргарет Чо.

## Носители на награди

### Индивидуални награди
| Категория                             | Носителка | Номинирани |
| ------------------------------------- | --------- | --- |
| Изпълнителка на годината              |           | Беладона Ашлин Брук Лекси Бел Дана ДеАрмонд Джена Хейз Джеси Джейн Амбър Рейн Кейдън Крос Чейс Еванс Кристина Роуз Ан Мари Риос Боби Стар Ники Роудс Мисти Стоун |
| Най-добра нова звезда                 |           | Аса Акира Бритни Амбър Райли Стийл Анджелина Армани Киара Дайан Лондон Кийс Танър Мейс Никол Рей Еми Рейес Наталия Роси Ариана Стар Хедър Старлет Брин Тайлър Сади Уест |
| Най-добра актриса                     |           | |
| Най-добра поддържаща актриса          |           | |
| Чуждестранна изпълнителка на годината |           | Блу Ейнджъл Унгария · Стела Делакроа Франция · Синди Хоуп Унгария · Реджина Айс Румъния · Алета Оушън Унгария · Джоди Джеймс Великобритания · Чери Жул Русия · Мелиса Лорен Франция · Мадисън Паркър Унгария · Анита Пърл Унгария · Моника Сантяго Бразилия · София Валънтайн Нидерландия · Сесилия Вега Франция · Тара Уайт Чехия · Ясмин Франция |
| Crossover звезда на годината          |           | |
| MILF изпълнителка на годината         |           | Рейчъл Лов Джулия Ан Ракел Дивайн Хънтър Брайс Даймънд Фокс Дарил Хана Холи Халстън Кайли Айрланд Франческа Ли Кели Медисън Персия Пеле Рейвнес Магдалена Ст. Майкълс Индия Съмър |
| Невъзпята звезда на годината          |           | |

### Награди за изпълнение на сцени
| Категория                                         | Носители |
| ------------------------------------------------- | --- |
| Най-добра орална секс сцена                       | Саша Грей – „Throat: A Cautionary Tale“ |
| Най-добра POV секс сцена                          | Кагни Лин Картър – „Pound the Round POV“ |
| Най-добра анална секс сцена                       | Саша Грей Ерик Евърхард |
| Най-добра секс сцена с двойно проникване          | Боби Стар, Мистър Маркъс, Сийн Майкълс – „Bobbi Starr & Dana DeArmond's Insatiable Voyage“                                                                                                  |
| Най-добра секс сцена момиче/момиче                | Тори Блек и Лекси Бел – „Field of Schemes 5“ |
| Най-добра секс сцена момиче/момче                 | Ейми Рейд и Ралф Лонг – „30 Rock: A XXX Parody“ |
| Най-добра соло секс сцена                         | Тийгън Пресли – „Not the Bradys XXX: Marcia, Marcia, Marcia!“ |
| Най-добра секс сцена с тройка момиче/момиче/момче | Тори Блек и Ребека Линарес, Марк Ашли – „Tori Black Is Pretty Filthy“ |
| Най-добра групова секс сцена                      | Джесика Дрейк, Алектра Блу, Кърстен Прайс, Кейлани Лей, Тори Лейн, Джейдън Джеймс, Кайла Карера, Брад Армстронг, Роко Рийд, Маркус Лондон, Мик Блу, Т. Джей Къмингс и Ранди Спиърс – „2040“ |
| Най-добра секс сцена в чуждестранна продукция     | Алета Оушън, Оливие Санчес, Джордж Ул – „Dollz House“ |
| Най-жестока секс сцена                            | Боби Стар – „Belladonna: No Warning 4“ |

## Зала на славата

### Актьори
Джесика Дрейк, Сънсет Томас, Джина Лин, Девън, Тони Рибас Марк Ууд.